# Cha Sung-mi
Cha Sung-mi (koreanisch: 차성미; * 23. November 1975 in Seoul) ist eine ehemalige südkoreanische Fußballschiedsrichterin.
Bei der Weltmeisterschaft 2011 in Deutschland leitete Cha Sung-mi ein Spiel in der Gruppenphase und wurde einmal als Vierte Offizielle eingesetzt.
Zudem leitete Cha Sung-mi zwei Gruppenspiele und ein Halbfinale bei der U-17-Weltmeisterschaft 2008 in Neuseeland sowie zwei Gruppenspiele bei der U-17-Weltmeisterschaft 2010 in Trinidad und Tobago.